# Estêvão de Tournai
Estêvão de Tournai (em latim: Stephanus Tornacensis; em francês:  Étienne de Tournai; 1128 – setembro de 1203 (75 anos)) foi um famoso canonista  e cônego regular da Abadia de Sainte-Geneviève de Paris, que tornou-se depois bispo de Tournai em 1192. Estêvão nasceu em Orleães e tornou-se cônego em Saint-Euverte, em Orleães, por volta de 1150. Viajou depois para estudar direito romano na Universidade de Bolonha, retornando para o mosteiro em 1160. Foi eleito abade em Saint-Euverte em 1167 e de Sainte-Geneviève em 1177. É responsável pela reconstrução quase completa deste último, fundando a escola monástica que a partir daí associar-se-ia ao local.
Em 1192, foi elevado a bispo de Tournai, mas quase não conseguiu dispensar suas funções por causa da resistência do povo e por conta do interdito lançado sobre a Reino da França por causa da tentativa de divórcio do rei Filipe Augusto.

## Obras
Estêvão escreveu a "Summa in decretum Gratiani" (1159), que é, em grande parte, baseada em obras similares de Paucapalea, Rufino e Rolandus (vez por outra confundido com o papa Alexandre III). a obra foi editada pela primeira vez por Schulte.
Suas cartas, editadas por Molinet (Paris, 1679), foram publicadas por Migne em sua Patrologia Latina (CCXI, 309-625).

## Atribuição
- "Stephen of Tournai" na edição de 1913 da Enciclopédia Católica (em inglês).  Em domínio público.